# John Fischer
John Fischer (Bruselas, 1930-Nueva York, 17 de agosto de 2016) fue un pianista de free jazz, compositor y artista visual belga. Es también uno de los pioneros en el campo del arte por ordenador.  En los años 1970, en Nueva York, Fischer impulsó una sala de "performances" y una galería de arte conocida como "Environ". Como músico, lideró el grupo Interface y tocó, entre otros, con Perry Robinson, Marion Brown, Arthur Blythe, Rick Kilburn y Lester Bowie.

## Discografía
- Composers Collektive: Poum (con Perry Robinson, Mark Whitecage, Laurence Cook, Mario Pavone) (1974)
- Interface: Interface (con Mark Whitecage, Perry Robinson Armen Halburian, Rick Kilburn, John Shea, Jay Clayton, Laurence Cook) (1975)
- 6 x 1 = 10 Decade (Circle Records (Germany), 1978)
- Interface: With Marion Brown (1979)
- John Fischer & Theo Jörgensmann Deep Blue Lake (1984)
- Environ Days  (con Lester Bowie, Perry Robinson, Charles Tyler, Marion Brown, Arthur Blythe, Phillip Wilson) (grabado en 1970, aunque publicado en 1991)
- Live at Environ (con Perry Robinson, Rick Kilburn) (1975)
- Live in Eastern Europe (con Perry Robinson) (1983)
- Another INTERface - Live at the BIM (con Arthur Blythe, Wilbur Morris) (1977)
- State of the A (con Mark Whitecage, Phillip Wilson, Rick Kilburn) (1976)
- Swiss Radio Days - Volume 2, solo piano (1985)
- Swiss Radio Days - Volume 3 (con Theo Jorgensmann - clarinete) (1985)
- Swiss Radio Days - Volume 4 (con Mark Whitecage - saxo alto, Jurg Solothurmann - saxo tenor, Hans Kumpf - clarinete, George Steinmann - guitarra eléctrica) (1986)
- Jam Session- Moscow (con Hans Kumpf y Leonid Tchizick)

## Exposiciones seleccionadas
- Allan Stone Gallery, Nueva York, (1970)
- Palais des Nations, Ginebra, (1981)
- Jazz meets Art, Zürich, (1985)